# Odd Andersen
Odd Andersen (ur. w Oslo) – norweski fotograf.
Pierwsze jego fotografie opublikowano w lokalnej prasie, gdy miał dwanaście lat. Od 1986 pracował dla tygodnika Dagbladet, zaś następnie przeszedł do agencji France-Presse. W latach 90. XX wieku wykonywał zdjęcia m.in. w Południowej Afryce, Jordanii oraz Bośni. Od 2006 do 2010 pracował dla Associated Press, odpowiadając za region Europy, Afryki i Bliskiego Wschodu. Robił zdjęcia w trakcie upadku ZSRR, konfliktu w Zatoce Perskiej, jak również wojen i starć w Somalii, Izraelu (w tym Gazie), Kongu, Libanie, Chorwacji, Libii i Syrii. Obsługiwał też trzy Mundiale i dziesięć Olimpiad. W 2010 powrócił do agencji France-Presse. Obecnie jest fotoreporterem w Berlinie.
Trzykrotnie otrzymał nagrodę Picture of the Year International. W 2016 był jurorem polskiego konkursu fotograficznego Grand Press Photo.